# Криолья
Крио́лья (исп. Criolla) — кубинский народный креольский песенный жанр. Лирическая песня спокойного характера, с развёрнутой мелодией (мажорной или минорной). Размер 6/8 обычно чередуется с 3/4. Исполняется сольно или на два голоса под аккомпанемент. Композиторы, обращавшиеся к криолье: Эдуардо Санчес де Фуэнтес, Хорхе Анкерман, Эрнесто Лекуона, Альберто Вильялон, Синдо Гарай и другие.